# Women’s Squash Association
Die Women’s Squash Association (WSA) war die Vereinigung aller weiblichen Profispieler im Squash.

## Geschichte
1984 wurde die Organisation unter dem Namen Women’s Squash Players’ Association (WSPA) im Belfast Boat Club im nordirischen Belfast von 23 Mitgliedern gegründet. Erste Präsidentin war Robyn Blackwood aus Neuseeland, erste Schatzmeisterin und Generalsekretärin war die Australierin Rae Anderson. Die erste von der WSPA veröffentlichte Weltrangliste führte Susan Devoy an der Spitze. Später wechselte der Sitz der WSPA nach London, zudem erfolgte die Umbenennung in Women’s International Squash Players’ Association (WISPA). 2011 wurde sie schließlich zur Women’s Squash Association (WSA). Vier Jahre später ging die WSA unter der Führung von Kasey Brown als Präsidentin und Tommy Berden als Geschäftsführer in die Professional Squash Association auf, bis dato die Vereinigung der männlichen Profispieler, da man sich mit diesem Schritt eine bessere Vermarktung beider Touren erhoffte. Die WSA war Mitglied der World Squash Federation.

## Ehrungen
Ab 2004 ehrte die WSA am Ende jeder Saison die erfolgreichsten Sportlerinnen in drei Kategorien: Player of the Year (Spielerin des Jahres), Young Player of the Year (Juniorenspielerin des Jahres) und Most Improved Player of the Year (Spielerin mit der größten Leistungssteigerung). Vanessa Atkinson wurde 2004 die erste Spielerin des Jahres.